# Gentiana atlantica
Gentiana atlantica är en gentianaväxtart som beskrevs av René Verriet de Litardière och Maire. Gentiana atlantica ingår i släktet gentianor, och familjen gentianaväxter. Inga underarter finns listade i Catalogue of Life.